# Kazache-Malióvani
Kazache-Malióvani (en ruso: Казаче-Малёваный) es un jútor del raión de Korenovsk del krai de Krasnodar, en Rusia. Está situado a orillas del río Malióvana, que desemboca en el Zhuravka, tributario del Beisuzhok Izquierdo, afluente del río Beisug, 10 km al nordeste de Korenovsk y 67 km al nordeste de Krasnodar, la capital del krai. Tenía 623 habitantes en 2010.
Pertenece al municipio Zhuravskoye.

## Historia
La localidad fue fundada en 1817 en tierras de Evstafi Berdin. En 1915 la localidad contaba con 3 334 desiatinas de tierra y 1 124 habitantes. En 1921 se formó el selsoviet de la población. En 1930 las tierras son organizadas en el koljós Imeni Luneva, que en 1950 se fusionaría con otros para formar el koljós Put k komunizmu, que actualmente es parte de la ZAO Kubán.